# Präludium und Fuge b-Moll BWV 867 (Das Wohltemperierte Klavier, I. Teil)
Präludium und Fuge b-Moll, BWV 867, bilden ein Werkpaar im 1. Teil des Wohltemperierten Klaviers, einer Sammlung von Präludien und Fugen für Tasteninstrumente von Johann Sebastian Bach.

## Präludium
Orgelpunkte, frei einsetzende Dissonanzen, ostinater Rhythmus und vollstimmiger Satz kulminieren im drittletzten Takt auf einer Fermate mit neunstimmig gesetztem vermindertem Septakkord. Dies alles summiert sich zum Affekt gewichtigen Ernstes und pathetischer Würde. Das Präludium wird üblicherweise in sehr langsamem Zeitmaß, piano und in weich konturiertem Rhythmus gespielt. Möglich und vertretbar, vor allem auf dem Klavier, ist aber auch ein Vortrag in ruhigem Viertelpuls und im Forte, verbunden mit rhythmischer Strenge.
Das Stück enthält 24 Takte; die Mitte wird durch die dünnstimmig gesetzten Takte 13 bis 15 deutlich hervorgehoben. Nach dem ersten Achtel in Takt 20 setzt ein intendiertes Crescendo ein, das Bach vor allem durch zunehmende Stimmenzahl realisiert.

## Fuge
Diese Fuge und diejenige in cis-Moll aus dem 1. Teil sind die einzigen fünfstimmigen Beispiele aus dem Wohltemperierten Klavier. Das Notenbild suggeriert hier eine Nähe zum stile antico, die allerdings durch den nach einer Pause eintretenden Nonensprung innerhalb des Themas relativiert wird. Das Thema endet nicht beim Einsatz des Comes, sondern reicht über diesen hinweg, bis zum Beginn von Takt 4.
In der Exposition wird das Thema in fünf Stimmen von oben (Sopran) nach unten (Bass) bis Takt 18 eingeführt. Nachdem in Takt 25 die Paralleltonart Des-Dur erreicht ist, folgt eine Durchführung mit vier dicht aufeinander folgenden Themeneinsätzen; der fünfte Themeneinsatz erfolgt bei der Kadenz nach As-Dur in Takt 37, in der Mitte der Fuge. Die Takte 50 bis 53 suggerieren wiederum eine mehrfache Engführung; doch auch diese ist nur vorgetäuscht, da jeweils nur der Themenbeginn wiederholt wird. Erst ab Takt 67 erklingt als Höhepunkt eine tatsächlich fünffache Engführung – vermutlich einzigartig in Bachs gesamtem Fugenschaffen.